# Haplochorema pauciflorum
Haplochorema pauciflorum är en enhjärtbladig växtart som beskrevs av Rosemary Margaret Smith. Haplochorema pauciflorum ingår i släktet Haplochorema och familjen Zingiberaceae.

## Underarter
Arten delas in i följande underarter:
- H. p. bullatum
- H. p. pauciflorum